# Абани, Крис
Крис Абани, собственно Кристофер Абани (англ. Chris Abani,  27 декабря 1966, Афикпо) — нигерийский писатель.

## Биография

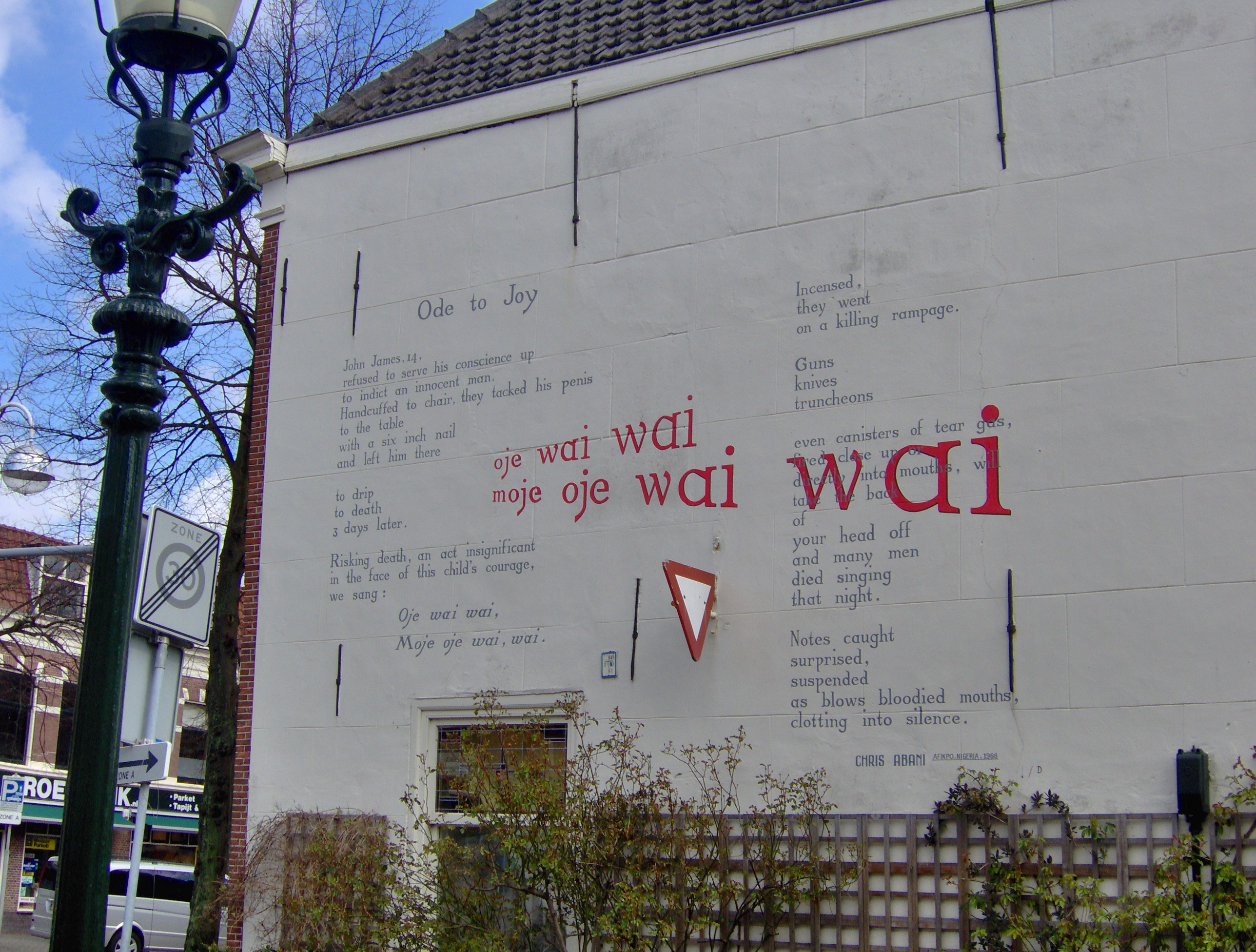
Ода к радости Криса Абани на стене дома в Лейдене

По отцовской линии принадлежит к народу игбо, мать — англичанка. Был арестован после публикации дебютного романа, политического триллера Мастера подмостков (1985), обвинён в попытке свержения власти и осуждён на 6 месяцев тюремного заключения. Во второй раз был арестован после публикации следующего романа Сирокко (1987), теперь уже год провёл в тюрьме. Арестованный в третий раз, получил смертный приговор, но был освобождён друзьями, подкупившими правительственных чиновников. Сразу после этого уехал в 1991 году в Великобританию, а в 1999 году перебрался в США, где в настоящее время и живёт.
Закончил Биркбек-колледж Лондонского университета. Защитил диссертацию по литературе и литературному мастерству в Университете Южной Калифорнии. Профессор Калифорнийского университета в Риверсайде.

## Творчество
Автор стихов, романов, пьес. Ведёт поэтическую серию в издательстве Akashic Books.

## Произведения

### Романы
- Masters of the Board (Delta, 1985)
- Sirocco (1987)
- GraceLand (FSG, 2004/Picador 2005, премия Фонда Хемингуэя, премия Наследство Хёрстон и Райта,  финалист премии писателей Британского Содружества, шорт-лист Дублинской литературной премии, переизд. 2006, 2008;  нем. пер. 2004, итал. пер. 2006, фр. пер. 2007, тур. пер. 2010)
- The Virgin of Flames (Penguin, 2007, выбор главного редактора The New York Times, книга-открытие по оценке крупнейшего американского издательства Barnes & Noble; переизд. 2008)

### Повести
- Becoming Abigail (Akashic Books, 2006, выбор главного редактора The New York Times; переизд. 2007, итал., швед. пер. 2008, фр. пер. 2010)
- Song For Night (Akashic Books, 2007; премия ПЕН-Центра, выбор главного редактора The New York Times; переизд. 2008, итал. пер. 2010, фр. пер. 2011)

### Стихи
- Kalakuta Republic (Saqi Books, 2001, переизд. 2007)
- Daphne's Lot (Red Hen Press, 2003)
- Dog Woman (Red Hen Press, 2004)
- A Way To Turn This To Light (2005, номинация на Пушкартовскую премию)
- Hands Washing Water (Copper Canyon Press, 2006, переизд. 2012)
- Sanctificum (Copper Canyon Press, 2010, номинация на Пушкартовскую премию; переизд. 2013)
- There are no names for red (Red Hen Press, 2010)
- Feed me the sun: collected long poems (Peepal Tree, 2010)

## Признание
Премия принца Клауса (2001) и др. награды.
Премия Эдгара Аллана По (2015) (номинация "Лучшая книга в мягкой обложке").
Номинировался на  Международную Дублинскую премию IMPAC (2006).